# Alfredo B. Crevenna
Alfredo Bolongaro Crevenna (Francoforte sul Meno, 22 aprile 1914 – Città del Messico, 30 agosto 1996) è stato un regista e sceneggiatore messicano di origine tedesca.
Con circa 150 film girati in sessanta anni è stato uno dei più prolifici ed eclettici registi messicani. La sua filmografia ha incluso generi che vanno dal melodramma alla commedia, dai film d'azione e d'avventura alla fantascienza, l'horror e il western.

## Biografia
Nato a Francoforte, Crevenna iniziò a lavorare nel mondo del cinema presso gli studi della UFA a Berlino. Nel 1938, in seguito all'ascesa del movimento nazista decise di lasciare la Germania per gli Stati Uniti, trasferendosi a New York dove tentò senza successo di ottenere un visto lavorativo.
Dopo tre mesi di inattività accettò l'invito di un vecchio compagno di scuola che gli suggerì di raggiungerlo a Città del Messico, dove conobbe il produttore cinematografico Francisco Cabrera che stava iniziando a lavorare al film La noche de los mayas con il regista Chano Urueta. Insoddisfatto della sceneggiatura, Cabrera la sottopose a Crevenna che però non parlava ancora lo spagnolo. Procuratosi un dizionario, riuscì a tradurre lo script in una notte, apportando modifiche e suggerimenti alla struttura drammatica che colpirono positivamente il produttore.
Acquisita la cittadinanza messicana Crevenna scrisse altre sceneggiature, tra cui quella di Santa che Cabrera avrebbe voluto fargli dirigere nel 1943. Tuttavia, una settimana prima delle riprese il produttore ricevette una telefonata dal coordinatore per gli Affari Interamericani che obiettò il suo progetto di utilizzare i servizi di un regista di origine tedesca. Dato che gli Stati Uniti erano l'unico fornitore di materiale cinematografico durante la guerra, avevano il potere di decidere il regista di un film e da Hollywood arrivò infatti Norman Foster per dirigere Santa.
Il debutto da regista arrivò l'anno successivo con la commedia fantastica Adán, Eva y el diablo, tratta da La brocca rotta di Heinrich von Kleist, al quale seguirono oltre venti film girati tra gli anni quaranta e cinquanta, soprattutto film drammatici e sentimentali spesso interpretati da attrici come Libertad Lamarque (La dama del velo del 1949, Otra primavera del 1950), Irasema Dilian (Angélica del 1952, Fruto de tentación del 1953) e Marga López (Mi esposa y la otra del 1952, Una mujer en la calle del 1955).
Gli anni cinquanta furono quelli più ricchi di soddisfazioni per Crevenna, che oltre a dirigere diversi successi commerciali ricevette tra il 1951 e il 1956 quattro candidature come miglior regista ai premi Ariel, considerati i riconoscimenti più prestigiosi dell'industria cinematografica messicana. Inoltre partecipò in concorso alla 1ª edizione del Festival di Berlino con Muchachas de Uniforme, al Festival di Venezia del 1954 con La rebelión de los colgados e a Cannes nel 1956 con Talpa, che l'anno successivo ottenne una nomination per il Golden Ariel come miglior film.
A partire dagli anni sessanta fino a metà degli anni novanta continuò a dirigere film drammatici, lavorando spesso con attori come Guillermo Murray, Julio Alemán, Maricruz Olivier e Amparo Rivelles, oltre a commedie quali Comezón a la Mexicana (1989), De super macho a super hembra (1989) e El mil abusos (1990), interpretate da Guillermo Rivas e Charly Valentino. Ma soprattutto Crevenna iniziò ad avventurarsi in generi disparati come l'azione (Neutrón contra el criminal sádico del 1964, El secuestro de un policía del 1991), il western (El texano del 1965, La sombra del Tunco del 1990), l'horror (La mujer del diablo del 1974, La dinastía de Dracula del 1980) e la commedia musicale (Albures mexicanos del 1975, Ser charro es ser Mexicano del 1987), spesso mescolando i generi e arrivando a dirigere fino a quattro film nel giro di otto settimane.
Da ricordare inoltre i sette "film de lucha libre" che il regista girò tra il 1967 e il 1982 con protagonista El Santo, ovvero Rodolfo Guzmán Huerta, noto wrestler e icona popolare messicana.

## Filmografia

### Regista
- Heidenovelle (1937) - cortometraggio
- Algo flota sobre el agua (1948)
- La dama del velo (1949)
- El rencor de la tierra (1949)
- Otra primavera (1950)
- Las joyas del pecado (1950)
- Huellas del pasado (1950)
- Muchachas de Uniforme (1951)
- La mujer sin lágrimas (1951)
- Mi esposa y la otra (1952)
- Angélica (1952)
- Apasionada (1952)
- Fruto de tentación (1953)
- El gran autor (1954)
- Si volvieras a mi (1954)
- La ribellione degli impiccati (La rebelión de los colgados) (1954)
- Pueblo, canto y esperanza (1956) - episodio colombiano
- Amor y pecado (1956)
- Talpa (1956)
- Yambaó (1957)
- Gutierritos (1959)
- Quinceañera (1960)
- Teresa (1961)
- Chicas casaderas (1961)
- Azahares rojos (1961)
- La fierecilla del puerto (1963)
- La casa de los espantos (1963) - co-regia con Alberto Mariscal
- Rostro infernal (1963)
- Los parranderos (1963)
- Échenme al vampiro (1963) - co-regia con Alberto Mariscal
- La huella macabra (1963) - co-regia con Alberto Mariscal
- Qué bonito es querer (1963)
- Dos alegres gavilanes (1963)
- Dos inocentes mujeriegos (1964)
- Los hermanos Barragán (1964) - co-regia con Alberto Mariscal
- Los novios de mis hijas (1964)
- La sombra del mano negra (1964) - co-regia con Alberto Mariscal
- Neutrón contra el criminal sádico (1964)
- El texano (1965)
- El pueblo fantasma (1965)
- Los asesinos del karate (1965)
- Aventura al centro de la tierra (1965)
- Para todas hay (1965)
- Cada oveja con su pareja (1965)
- Una mujer sin precio (1966)
- Los endemoniados del ring (1966)
- La mano que aprieta (1966) - co-regia con Tito Novaro
- Gigantes planetarios (1966)
- Vuelve el Texano (1966)
- El secreto del texano (1966)
- El planeta de las mujeres invasoras (1966)
- La Venus maldita (1967) - co-regia con Adolfo García Videla
- Seguiré tus pasos (1967) - co-regia con Félix A. Ramírez
- Santo contra la invasión de los marcianos (1967)
- Pasión oculta (1967) - co-regia con Félix A. Ramírez
- Cómo pescar marido (1967)
- Santo contra los villanos del ring (1968)
- Pasaporte a la muerte (1968)
- No se mande, profe (1969)

- Una horca para el Texano (1969)
- El día de las madres (1969)
- Arriba las manos Texano (1969)
- Las impuras (1969)
- Los problemas de mamá (1970)
- El juicio de los hijos (1971)
- El ídolo (1971)
- Yesenia (1971)
- Dos mujeres y un hombre (1971)
- Santo y el águila real (1973)
- Las bestias del terror (1973)
- La tigresa (1973) - co-regia con René Cardona Jr.
- Santo contra la magia negra (1973)
- Albures mexicanos (1975)
- Acorralados (1976)
- Los temibles (1977)
- La hora del jaguar (1978)
- Puerto maldito (1979)
- La dinastía de Dracula (1980) - co-regia con Claudia Becker
- La venganza de un matón (1980)
- El preso No. 9 (1981)
- Las muñecas del King Kong (1981)
- Me lleva la tristeza (1983)
- La fuga de Carrasco (1983)
- Braceras y mojados (1984)
- Los matones del Norte (1985)
- La buena vida - Paraiso erótico (1985)
- El secuestro de Camarena (1985)
- Muerte de el federal de camiones (1987)
- Las limpias (1987)
- Cinco nacos asaltan Las Vegas (1987)
- Mas buenas que el pan (1987)
- Ser charro es ser Mexicano (1987)
- Cacería implacable (1988)
- El chácharas (1989)
- Cargamento mortal (1989)
- Rumbera, caliente (1989)
- El garañón (1989)
- Programado para morir (1989)
- Comezón a la Mexicana (1989)
- El fugitivo de Sonora (1989)
- De super macho a super hembra (1989)
- La sombra del Tunco (1990)
- Juan Nadie (1990)
- La mojada engañada (1990)
- Carrera contra el destino (1990)
- Agua roja (1990)
- El Chile (1991)
- El secuestro de un policía (1991)
- Los repartidores (1991)
- Escuadrón suicida (1991)
- El invencible ojo de vidrio (1992)
- Al filo del terror (1992)
- No jálen! que descobijan (1992)
- Ni angel ni demonio... un macho! (1992)
- Que me entierren con la banda (1994)
- Nuestra ciudad (1995)
- Las nenas de quinto patio (1995)

### Regista e sceneggiatore
- Adán, Eva y el diablo (1945)
- Orquídeas para mi esposa (1954)
- Casa de muñecas (1954)
- Dos mundos y un amor (1954)
- Una mujer en la calle (1955)
- Donde el círculo termina (1956)
- El hombre que logró ser invisible (1958)
- Senda prohibida (1961)
- Sol en llamas (1962)
- La satánica (1973)
- La mujer del diablo (1974)
- El poder negro (Black power) (1975)
- El cuatro dedos (1978)
- El látigo (1978)
- Penthouse de la muerte (1979)
- Alguien tiene que morir (1979)
- El látigo contra Satanás (1979)

- Pesadilla mortal (1980)
- Ilegales y mojados (1980)
- Juan el enterrador (1981)
- La furia de los karatecas (1982)
- El puño de la muerte (1982)
- El muro de la tortilla (1982)
- La isla de Rarotonga (1982)
- De pulquero a millonario (1982)
- El coyote emplumado (1983) - co-regia con María Elena Velasco
- La salvaje ardiente (1984)
- El mexicano feo (1984)
- Casa de muñecas para adultos (1987)
- El gran relajo mexicano (1988)
- Los albureros (1988)
- Los hijos del criminal (1989)
- El mil abusos (1990)
- Una luz en la escalera (1994)

### Sceneggiatore
- La noche de los mayas, regia di Chano Urueta (1939)
- Ni sangre, ni arena, regia di Alejandro Galindo (1941)
- Santa, regia di Norman Foster e Alfredo Gómez de la Vega (1943)
- La dea inginocchiata (La diosa arrodillada), regia di Roberto Gavaldón (1947)
- Llamas contra el viento, regia di Emilio Gómez Muriel (1956)

## Riconoscimenti
- Premio Ariel
  - 1951 – Candidatura Ariel d'argento per la miglior regia per Otra primavera
  - 1953 – Candidatura Ariel d'argento per la miglior regia per Mi esposa y la otra
  - 1955 – Candidatura Ariel d'argento per la miglior regia per Orquídeas para mi esposa
  - 1956 – Candidatura Ariel d'argento per la miglior regia per Una mujer en la calle